# 定泗路停车场
40°06′43″N 116°18′20″E / 40.1118855°N 116.3056047°E

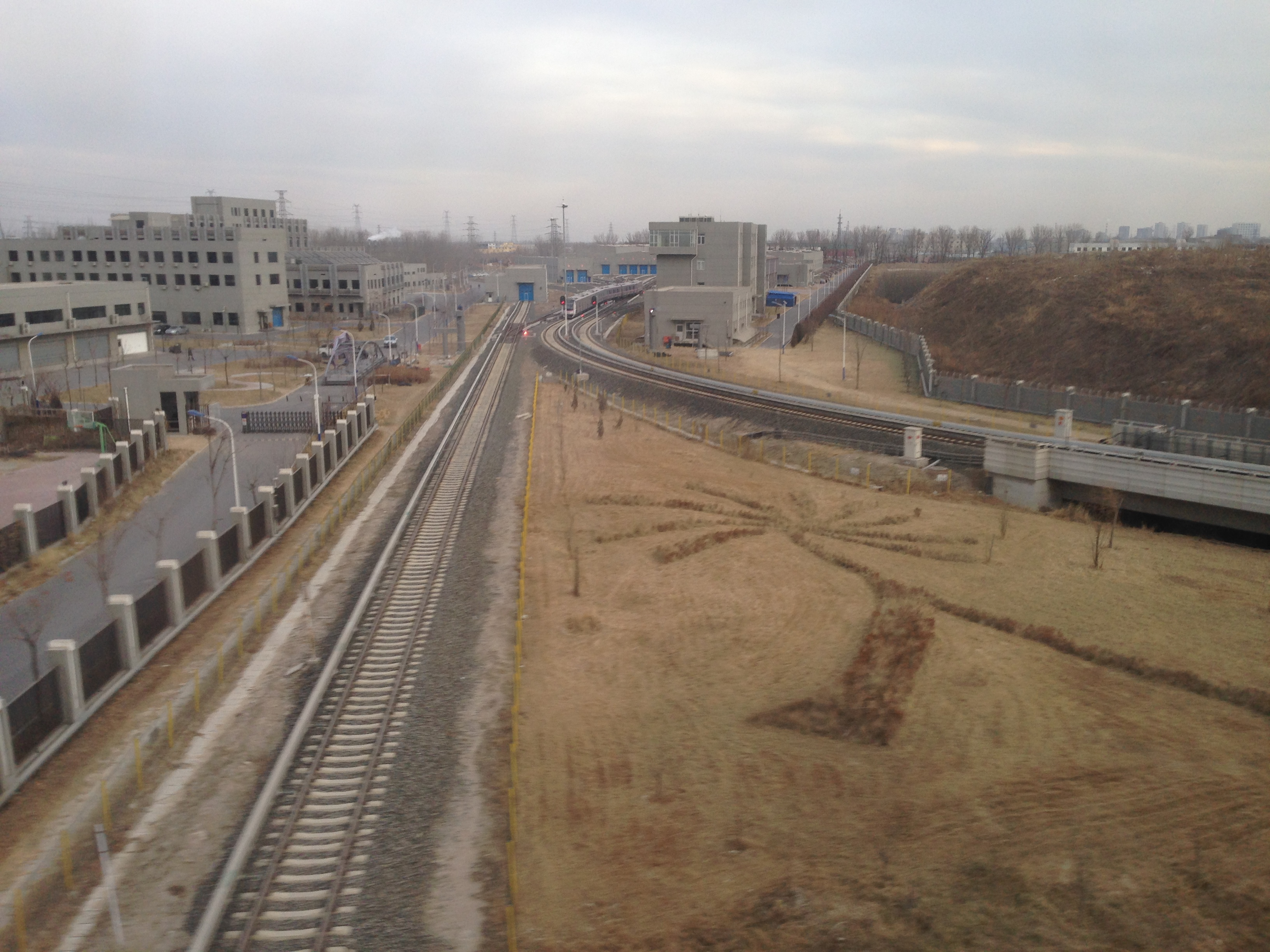
北京地铁昌平线定泗路停车场

定泗路停车场是北京地铁昌平线的一座列车停车场，在昌平线二期开通前临时担负车辆段功能。该停车场位于北京市昌平区定泗路七小路交叉口西南角，占地面积5万多平方米。